# Rubén Techera
Rubén Techera (12 grudnia 1946) – piłkarz urugwajski, pomocnik.
Techera w piłkę zaczął grać w klubie Rampla Juniors. W 1966 roku został graczem klubu Club Nacional de Football, razem z którym wziął udział w turnieju Copa Libertadores 1966, gdzie Nacional dotarł do fazy półfinałowej. Techera zdobył w turniej 1 bramkę.
Jako piłkarz klubu Nacional wziął udział w turnieju Copa América 1967, gdzie Urugwaj zdobył tytuł mistrza Ameryki Południowej. Techera zagrał w trzech meczach – z Chile (w przerwie zmienił Julia Montero Castillo), Paragwajem (w 43 minucie zastąpił na boisku Julia Montero Castillo) i Argentyną (w 63 minucie zmienił Héctora Salvę).
Turniej Copa Libertadores 1968 okazał się kompletnym fiaskiem, gdyż Nacional odpadł już w fazie grupowej. Techera zdobył dla swego klubu jedną bramkę w rozegranym u siebie meczu z paragwajską drużyną Club Guaraní.
W turnieju Copa Libertadores 1969 Techera pomógł swemu klubowi dotrzeć do finału, w którym jednak nie wystąpił. W fazie grupowej zdobył dla Nacionalu 1 bramkę.
Z Nacionalu wyemigrował do Peru, gdzie początkowo grał w klubie José Gálvez Chimbote. Razem z peruwiańskim klubem Universitario Lima dotarł do finału turnieju Copa Libertadores 1972, gdzie jego drużyna przegrała jedną bramką dwumecz z argentyńskim klubem CA Independiente. Techera zdobył dla swego klubu 1 bramkę w rozegranym w Limie meczu z CA Peñarol.
Techera na krótko wrócił do ojczyzny, by wziąć razem z Nacionalem udział w turnieju Copa Libertadores 1974. Nacional spisał się fatalnie i zajął w grupie ostatnie miejsce, a Techera zdobył dla klubu 1 bramkę. Wkrótce potem znów wrócił do Universitario.
W turnieju Copa Libertadores 1975 Techera razem z Universitario dotarł do półfinału, zdobywając po drodze dla swego klubu 3 bramki. Walkę o finał klub Techery przegrał z chilijskim zespołem Unión Española. W 1975 roku Techera zakończył swą karierę piłkarską – swymi występami w latach 70. w barwach peruwiańskiego Universitario wpisał się do grona legend tego klubu.
Od 4 stycznia 1967 do 2 lipca 1969 Techera rozegrał w reprezentacji Urugwaju 5 meczów, w których nie zdobył żadnej bramki.